# Justina Oviedo Rangel
Justina Oviedo Rangel (San Mateo del Mar, 5 de septiembre de 1938 - 22 de septiembre del 2013,). Müm (doña) Justina fue una tejedora ikoot a quien se debe la revitalización del tejido del huipil de tapar, desarrolló el tejido redondo y el labrado de diferentes diseños en ambos lados de la tela; además de innovar las técnicas empleadas en el telar de cintura, esenciales para la memoria de San Mateo del Mar.

## Biografía
"Aw Ximandel imiüm mbeay mindekiiüts, apeay tiül alinoik ombeay nangaj ndek = Mis tejidos salen de la orilla de nuestro mar y llegan a la orilla de nuestros mares"

Fue una tejedora ikoot que empezó a tejer a los ocho años de edad, ella aprendió a tejer jugando, recogiendo hilos desechados por otras tejedoras de su familia..., aprendió mirando sin que nadie se hiciera cargo de una enseñanza directa y explícita.  En una presentación de ella misma, Müm Justina menciona:
comencé a tejer a la edad de ocho años, tomando como un juego el tejido. Utilizando las hojas de carrizo para tejer, después empecé a recoger cualquier pedazo de hilo de las personas que tejían. De esos pedazos de hilo hice 3 servilletas chiquitas para tapar las jícaras de atole. Cuando mi madre vio que sabía tejer sin que ella me enseñara, me dio hilo para tejer una servilleta más grande para que la llevara al mercado. Después tejí servilletas de las señoras que sabían tejer, pero preferían que otras personas se las hicieran, porque antes no habían compradores de servilletas. Así transcurrieron los años, y fui tejiendo las servilletas y manteles al mismo tiempo enseñando a los que no sabían.

## Tejidos
Müm Justina desarrolló técnicas innovadoras para tejer en el telar de cintura, "incluyendo el brocado de trama de dos caras y los tejidos circulares ", entre estos podemos mencionar los siguientes: 

### Textiles
1972 - Bolsa tejida
1978 - Mantel de doble vista (primer invento)
1981 - Tejido de primer mantel redondo
1981 - Tejido de mantel cuadrado
1984 - Tejido de mantel redondo de doble vista
1988 - kieb de lana en telar de cintura
1989 - Tejido redondo de amplias dimensiones
2007 - Mantel redondo de doble vistas con sus servilletas, tejido de ambos lados.

### Iconografía
En sus obras aparecen representados aspectos del mundo rural, por ejemplo, sembradores, carretas con toros, mujeres y sus actividades tanto en lo cotidiano como en los días de fiesta, la vida ceremonial, pescadores, plantas, árboles, flores y la milpa. "Entre los árboles, el huanacaxtle fue el invento más querido, tejido como si fuera una casa que protege más que una construida por los hombres ". 

## Premios y reconocimientos
- Primer lugar por una servilleta, durante el 4o. Concurso de Tejidos de San Mateo del Mar, 1974.
- Primer lugar con un mantel de doble vista, 8o. Concurso de Tejidos de San Mateo del Mar, 1978.
- Primer lugar por un mantel, lOo. Concurso de Tejidos de San Mateo del Mar, 1980.
- Dos Premios Especiales por un mantel tejido en redondo con hilo de malacate y por un mantel grande y servilletas durante los 11o. y 12o. Concursos de Tejidos de San Mateo del Mar, 1984, 1988 y 1989.
- Reconocimiento como Gran Maestra del Arte Popular por Fomento Cultural Banamex, 2003.